# Jacob Munch

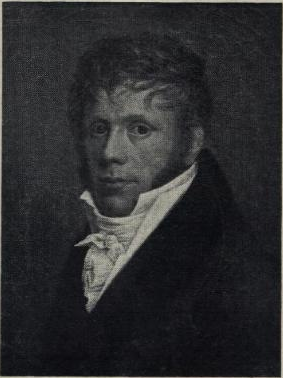
Jacob Munch. Självporträtt.

Jacob Munch, född 9 augusti 1776 i Kristiansand, död 10 juni 1829 i Kristiania (nuvarande Oslo), var en norsk konstnär. Han var kusin till Johan Storm Munch.
Munch studerade i Köpenhamn och i Paris, där Jacques-Louis David utövade ett stort inflytande på honom, samt slutligen i Rom. Efter sin återkomst till hemlandet blev han en av skaparna av den kungliga tecknarskolan i Kristiania. Munchs arbeten utmärker sig för god karaktäristik. Till hans främsta arbeten hör en del porträtt, bland annat ett av Bertel Thorvaldsen. På Karl XIV Johans uppdrag utförde Munch 1818 en stor kröningsbild.